# Hazarabod
Hazarbod (perzijsko هزاربد, hazarbod, dobesedno 'poveljnik tisoč [mož])', znan tudi kot hazaruft ali hazaraft, je bil sasanidski uradnik, ki je sprva deloval kot poveljnik kraljeve garde, kasneje pa je postal vse bolj enakovreden položaju ministra (vuzurg framadar). 

## Zgodovina
Naziv je prvič potrjen v Ahemenidskem cesarstvu v staroperzijski obliki hazāra-pati (iz *hazāra- 'tisoč' in *pati- 'poglavar'), poveljnik Nesmrtnih.  
Hazarbod je nadziral enote stražarjev, rekrutirane iz kraljevih družin Sasanidskega cesarstva. Ena od enot pod njegovim nadzorom je bila kraljeva telesna straža (puštigban), druga pa palačna straža (darigan). V nekaterih primerih je nadziral tudi druge enote, kot je bila 4000 dajlamitskih stražarjev, ki so služili zadnjemu velikemu sasanidskemu kralju Kozravu II. (vladal 590–628). Hazarbod je bil zadolžen za kraljevo varnost kot poveljnik kraljeve straže, nadziral vhod v kraljevo palačo in kralju predstavljal obiskovalce. Včasih je sodeloval tudi v pogajanjih in bil kraljevi rabelj.
Med vladavino Šapurja I. (vladal 240–270) je hazarbod morda za kratek čas prevzel funkcijo spahbeda, saj se spahbed v napisih Šapurja I. ne omenja. Funkcija spahbeda se je ponovno pojavila v napisih Šapurjevega sina Narseha (vladal 293–302). Funkcija hazarboda je med mnogimi drugimi omenjena tudi v njegovih napisih.
Kasneje je funkcija hazarboda postajala vse bolj politična in enakovredna funkciji ministra. 